# Гавот

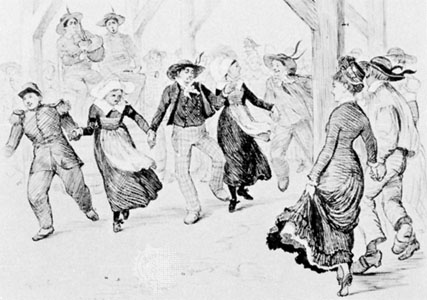
Гавот в Бретани, Франция,

Гаво́т (фр. gavotte, от прованс. gavoto, дословно — «танец гавотов», жителей области Овернь во Франции) — французский танец.

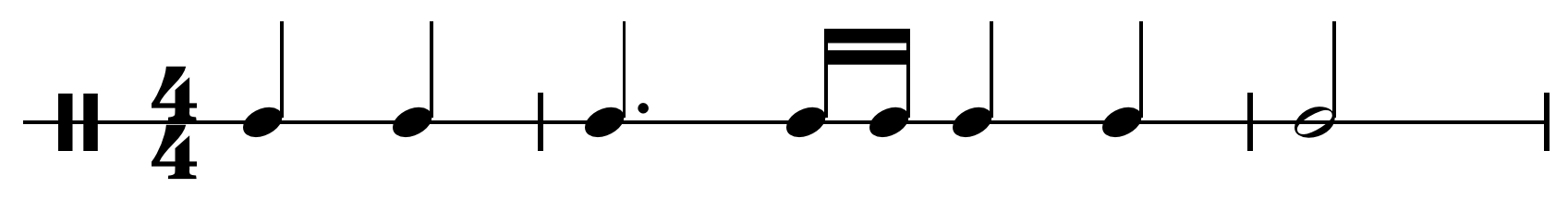
Ритм гавота

Тактовый размер гавота — Allabreve (2/2, 4/4), с затактом в 1/2 (2/4); каждые два такта образуют одну группу, заканчивающуюся всегда на сильной доле; движение умеренное; наименьшие длительности нот — восьмые.
Первоначально развился как быстрый народный танец-цепочка в южных и центральных районах Франции, а также в Бретани. Возможно, имеет кельтское происхождение.
В XVII веке был введён Жаном-Батистом Люлли в репертуар придворной и салонной музыки и стал часто встречаться в качестве составной части сюиты, следуя, как правило, за сарабандой. Страны распространения — европейские и южно-американские.
Позднейшие композиторы использовали гавот скорее в качестве стилизации; известен, в частности, гавот из оперы Жюля Массне «Манон Леско». В русской музыке форма гавота использовалась Чайковским, Глазуновым и особенно Прокофьевым в симфонической, фортепианной музыке, балетах.